# 我的父親甘地
《我的父親甘地》是2007年的印度電影，由費羅茲·阿巴斯·罕導演，寶萊塢的演員安尼·卡浦爾擔任製片人，本片公演于2007年8月3日。
影片攝制于南非、印度的孟買和艾哈邁德堡。藉甘地之子哈里勞·甘地的口敘述聖雄的一生。

## 背景與原作
影片主要參照原著書。
- Chandulal Bhagubhai Dalal著：《哈里勞·甘地的一生（Harilal Gandhi:A Life）》 [1]

以及Khan導演的戲劇：
- 《聖雄和甘地（Mahatma vs. Gandhi）》 .   [2012-08-04]. （原始内容存档于2012-02-06）. while different from this film, had a similar theme.</ref> （页面存档备份，存于）

</ref>

## 影片首映式
因為影片裡很多場面攝於南非，2007年7月影片首映於南非，前總統納爾遜·曼德拉致賀詞，塔博·姆贝基（Thabo Mbeki）總統與各內閣成員全數出現在首映儀式上，以示對聖雄甘地的崇高敬仰。 

## 印度對影片的評議
影片尚未發行，爭議已經很多，印度教徒說在影片中甘地的兒子已皈依了回教，不屑再代議其偉大的父親，據說在印度許多邦个里面禁演此部影片。

## 主要演員
- 達善·賈里瓦拉（Darshan Jariwala）飾演聖雄甘地
- 阿克夏·卡納（Akshaye Khanna）飾演甘地之子
- 布密卡·曹拉（Bhumika Chawla）飾演甘地的兒媳婦古拉布·甘地
- 謝法麗·沙（Shefali Shah）飾演甘地之妻卡斯吐巴·甘地
- 葦耐恩·載恩（Vinay Jain）飾演坎提·甘地 [3]

## 外部連結
- 互联网电影数据库（IMDb）上《我的父親甘地（Gandhi, My Father）》的资料（英文）
- 電影的公式網址 （页面存档备份，存于）
- 電影的公式部落格 （页面存档备份，存于）
- 寶萊塢的影評
- 影評一則--《In the name of the father》. （英文）
- http://www.ferozkhan.com/index.html[ 阿巴斯·漢導演的自述] （页面存档备份，存于）